# Dead Beat Project
Dead Beat Project ist ein elektronisches Musikprojekt des ehemaligen Esoteric-Keyboarders Olivier Goyet. 

## Geschichte
Goyet gründete Dead Beat Project 2005, noch während seiner Zeit als Keyboarder für die Funeral-Doom-Band Esoteric. Das Debüt Breaking the Shell erschien 2007 auf Aesthetic Death Records. Aus den Reaktionen auf das Album ergaben sich unterschiedliche Kooperationen Goyets. Insbesondere Filmemacher wie Ben Stailey und Rossana Jeran griffen die Musik des Dead Beat Project auf, oder kooperierten mit Goyet bei neuen Projekten. Mit der Performancekünstlerin und Tänzerin Gwam gründete Goyet die Alliance for Art Science and Nature als dauerhaftes Kunstprojekt, das mit unterschiedlichen Künstlern und Wissenschaftlern kooperiert, um dem Publikum Respekt vor der Umwelt nahezubringen. Aus diesem Projekt entstand im August 2009 die Performance R’Evolution = Evolution, Rêve, Révolution in Montpellier. Die von Goyet Live eingespielte Musik der Performance wurde 2011 als zweites Album des Dead Beat Project R’evolution veröffentlicht. Im Jahr 2013 erschien das dritte Album Samsara erneut wie das vorherige Album auf dem britischen Label AD Music.

## Stil
Das Debütalbum wurde in Rezensionen als Neoklassik bezeichnet und mit Gruppen wie In the Nursery verglichen. An anderer Stelle wurde das Album als Ambientmusik und Electronica bezeichnet und mit Skinny Puppy verglichen. Während dem Debüt eine düstere Atmosphäre bescheinigt wird, wird den späteren Alben eine positivere Stimmung zugesprochen, woraufhin diese, trotz eines ähnlichen Aufbaus verstärkt dem Ambient zugerechnet werden.
Goyet arrangiere unterschiedliche Instrumente, elektronische Effekte und diverse Samples in Schichten übereinander. Dabei greift er häufig auf den Klang klassischer und ethnischer Instrumente zurück. Der Gesang variiere zwischen Etheral und Spoken Word.

## Diskografie
- 2007: Breaking the Shell (Album, Aesthetic Death Records)
- 2011: R’evolution (Album, Ad Music Ltd.)
- 2013: Samsara (Album, Ad Music Ltd.)